# The Climb
"The Climb" är en sång framförd av den amerikanska sångerskan och skådespelerskan Miley Cyrus. Sången skrevs av Jessi Alexander och Jon Mabe, och producerades av John Shanks. Sången släpptes den 5 mars 2009 som den ledande singeln från filmen Hannah Montana: The Movies soundtrack. Sången är en powerballad med text som beskriver livet som en svår men belönande resa. Den är stylad som en countrypopballad och var Cyrus första solosång som släpptes till country radio.
Sången möttes positivt av kritikerna och blev Grammynominerad i kategorin "Best Song Written for a Motion Picture, Television or Other Visual Media" vid den 52:dra upplagan av galan. Dock blev nomineringen tillbakadragen av Walt Disney Records eftersom den egentligen inte hade skrivits speciellt för en film som kategorins regler kräver. Sången uppnådde global succé och blev en topp-tio-hit på topplistor i USA, Australien, Kanada och Norge. I USA topplacerades sången som #4 på Billboard Hot 100 och blev även de åttonde bästsäljande digitala singeln 2009. Fem månader efter att sången släpptes certifierades den som dubbel platina av Recording Industry Association of America. Sen dess har den blivit en av de bäst säljande singlarna i USA.
Sångens musikvideo regisserades av Matthew Rolston och skildrar när Cyrus bestiger ett berg eller sjunger, samt med ett par klipp från Hannah Montana: The Movie. Cyrus marknadsförde sången vid ett par liveframträdanden. Den första tog plats vid evenemanget Kids Inaugural: "We Are the Future" den 19 januari 2009. Det var även då som sången hördes för allra första gången offentligt. Cyrus framförde även sången som avslutningsnummer vid sin Wonder World Tour.

## Priser och nomineringar
"The Climb" vann i kategorin "Best Song from a Movie" vid 2009 års upplaga av MTV Movie Awards och "Music Choice: Single" vid Teen Choice Awards samma år. Sången blev även Grammynominerad i kategorin "Best Song Written for a Motion Picture, Television or Other Visual Media", en låtskrivares pris. Dock blev nomineringen tillbakadragen av Walt Disney Records eftersom den egentligen inte hade skrivits speciellt för en film som kategorins regler kräver. Enligt Rolling Stone lämnades sången in som en övervägning av misstag. National Academy of Recording Arts and Sciences (NARAS), presentatörerna av Grammy Awards, gjorde ett uttalande där de förklarade: "Walt Disney Records var aktiva och kom till vår utmärkelseavdelning och verifierade att låten inte var skriven specifikt för filmen Hannah Montana: The Movie. Baserat på den informationen har Academy följt skivbolagets begäran." NARAS ersatte nomineringen med "All is Love" som hade högst poäng efter "The Climb" efter rösträkningen. Sången skrevs av Karen O och Nick Zinner för filmen Till vildingarnas land.

## Låtlista
- EU/US CD Single[5]

1. "The Climb" (Albumversion) – 3:55

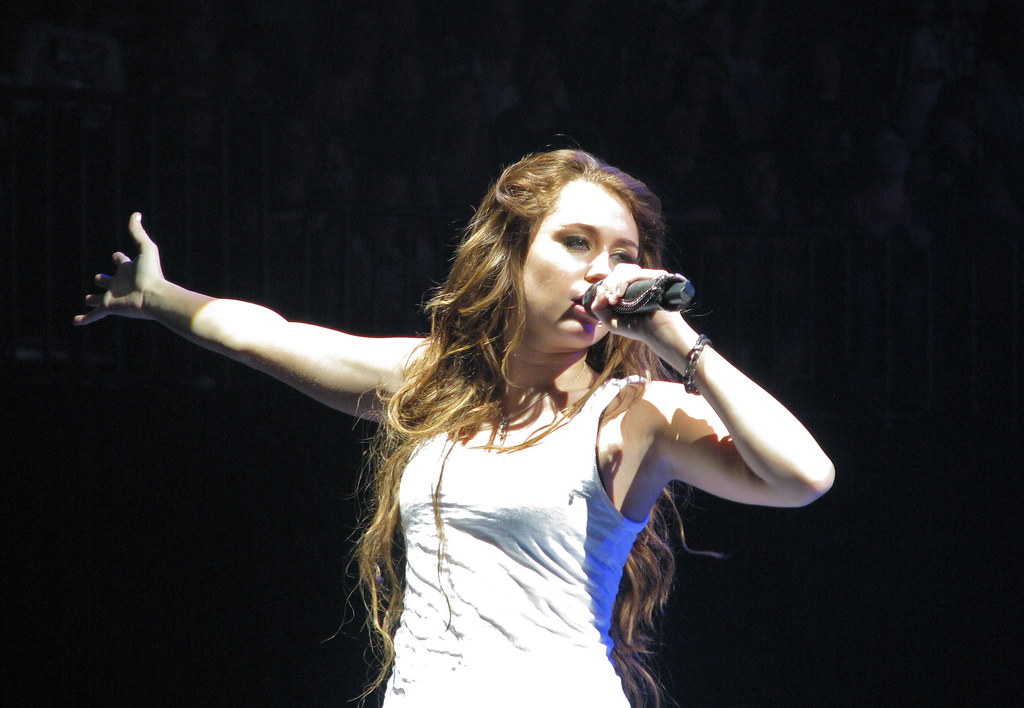
Cyrus avslutar en konsert med "The Climb" under sin Wonder World Tour 2009.

2. "The Climb" (Stripped Version) – 3:56

- UK CD Single[6]

1. "The Climb" (Albumversion) – 3:55
2. "Fly on the Wall" (David Khane Remix) – 2:34

- EU Maxi CD Single[7]

1. "The Climb" (Albumversion) – 3:55
2. "The Climb" (Stripped Version) – 3:56
3. "The Climb" (Full Pop Mix) – 3:51

## Topplistor och försäljning
| Lista (2009)                      | Topplacering |
| --------------------------------- | ------------ |
| Australien (ARIA Charts)          | 5            |
| Belgien (Flandern)                | 11           |
| Belgien (Vallonien)               | 18           |
| Danmark (Tracklisten)             | 37           |
| Europa (European Hot 100)         | 25           |
| Frankrike (SNEP)                  | 16           |
| Irland (IRMA)                     | 11           |
| Kanada (Canadian Hot 100)         | 5            |
| Norge (VG-lista)                  | 5            |
| Nya Zeeland (RIANZ)               | 12           |
| Schweiz (Swiss Singles Chart)     | 40           |
| Slovakien (IFPI)                  | 62           |
| Spanien (PROMUSICAE)              | 46           |
| Storbritannien (UK Singles Chart) | 11           |
| Sverige (Sverigetopplistan)       | 40           |
| Tjeckien (IFPI)                   | 17           |
| Tyskland (Media Control Charts)   | 41           |
| USA (Billboard Hot 100)           | 4            |
| USA (Hot Country Songs)           | 25           |
| USA (Pop 100)                     | 7            |
| Österrike (Ö3 Austria Top 40)     | 30           |

| Lista (2009)                      | Position |
| --------------------------------- | -------- |
| Australien (ARIA Charts           | 16       |
| Kanada (Canadian Hot 100)         | 17       |
| Nya Zeeland (RIANZ)               | 43       |
| Storbritannien (UK Singles Chart) | 84       |
| USA (Billboard Hot 100)           | 21       |

| Land           | Certifiering |
| -------------- | ------------ |
| Australien     | Platina      |
| Kanada         | 3× Platina   |
| Nya Zeeland    | Platina      |
| Storbritannien | Silver       |
| USA            | 2× Platina   |